# Erwin Kluckhohn
Erwin Kluckhohn (* 31. Dezember 1914 in Göttingen; † 6. Februar 1945 in Ostpreußen) war ein deutscher Kunsthistoriker.

## Leben
Kluckhohn war der Sohn von Wilhelm Kluckhohn (geb. 1884) und Elisabeth (Ella) Kluckhohn, geb. Blanck (1886–1956) und ein Enkel des Historikers August von Kluckhohn bzw. ein Neffe des Literaturwissenschaftlers Paul Kluckhohn. Er promovierte 1938 an der Universität Göttingen bei Georg Graf Vitzthum von Eckstädt. Schon zuvor hatte Kluckhohn bei einem zweijährigen Studienaufenthalt in Italien wesentliche Teile seiner späteren Habilitationsschrift fertiggestellt, die zunächst durch Einberufung zur Wehrmacht unterbrochen, nach Verwundung und einjährigem Lazarett- bzw. Genesungsurlaub 1943 abgeschlossen werden konnte. Die der Habilitation folgende Lehrtätigkeit an der Universität Göttingen musste Kluckhohn wegen seiner Wiedereinberufung zum Kriegsdienst als Kompanieführer abbrechen. Kluckhohn fiel im Februar 1945 in Ostpreußen.

## Werk
Kluckhohns Bedeutung liegt in der grundsätzlichen, auf genauer Beobachtung der Bau- und Kapitellplastik basierenden Klärung der kunstgeschichtlichen Abhängigkeit der niedersächsischen Baukunst des 12. Jahrhunderts  von Oberitalien, auf der alle weiteren Forschungen zu dieser Thematik aufbauen konnten. Insbesondere die Unterscheidung der beiden für Nieder-Sachsen „schulbildenden“ Schlüsselbauten – der Stiftskirche St. Servatius in Quedlinburg und des Kaiserdoms in Königslutter – und die Bestimmung der unterschiedlichen Herkunft ihrer Bauplastik aus Vorgaben in Mailand (S.Ambrogio), Como (S.Abbondio) oder Pavia (S.Michele) beziehungsweise Verona (S.Zeno) ist sein Verdienst.

## Schriften
- Tintoretto und der Manierismus (akademischer Probevortrag). In: Deutsche Vierteljahresschrift für Literaturwissenschaft und Geistesgeschichte, Jg. 23, Heft 1, Göttingen 1949, S. 126–132 (Volltext)
- Die Kapitellornamentik der Stiftskirche zu Königslutter: Studien über Herkunft, Form und Ausbreitung. In: Marburger Jahrbuch für Kunstwissenschaft, Bd. 11/12 (1938/39), S. 527–578, Taf. 1–8, (Druckfassung der Dissertation Göttingen 1938)   (Volltext)
- Gestalt und Geschichte der Ambrosiuskirche in Mailand (Graf Vitzthum zum 60. Geburtstag). In: Mitteilungen des Kunsthistorischen Institutes in Florenz, Bd. 6, Heft 1/2 (Dezember 1940), S. 73–97
- Rezensionen von: Wart Arselan: L’architettura veronese (Verona 1939). In: Zeitschrift für Kunstgeschichte 9, 1940, S. 112–114(Volltext)
- Rezensionen von: Paolo Verzone: L‘architettura romanica nel Novarese (1935 / 36) und Paolo Verzone: L‘architettura romanica nel Vercellese (1934). In: Zeitschrift für Kunstgeschichte 9, 1940, S. 115–117(Volltext)
- Una scultura senese inedita. In: L'arte. Rivista di storia dell'arte medievale e moderna, Ser. NS, vol. 12 (1941) S. 206–216
- Die Bedeutung Italiens für die romanische Baukunst und Bauornamentik in Deutschland. (mit einem Nachwort von Walter Paatz) In: Marburger Jahrbuch für Kunstwissenschaft, Bd. 16 (1955), S. 1–120 (Abb.Teil - S. 145). Nachwort u. Zus.fassung ab S. 85. (Druckfassung der Habilitationsschrift Göttingen 1943) (Volltext) Online auch über Jstor.org.

Der Nachlass der Familie Kluckhohn befindet sich seit 1985 in der „Stiftung der Georg-August-Universität zu Göttingen“.